# Marcc Rose
Marcc Rose (* 28. Juli 1992 in Brooklyn, New York City, New York) ist ein US-amerikanischer Schauspieler.

## Leben und Karriere
Marcc Rose wurde am 28. Juli 1992 in Brooklyn, einem der fünf Stadtbezirke von New York City, im US-Bundesstaat New York geboren, wo er auch aufwuchs. Seine trinidadischstämmige Mutter war noch ein Teenager, als sie ihn zur Welt brachte; nach dem etwas älteren Justin war es für sie das zweite Kind. Sein Vater stammt aus Guyana. Nach einiger Zeit in Brooklyn zog die Mutter nach Atlanta, Georgia, wo er mitunter bei seinem Stiefvater in der Mittelklasse aufwuchs. Insgesamt hat Rose sechs Geschwister. Bereits während seiner Jugend soll er des Öfteren aufgrund seiner Ähnlichkeit mit dem 1996 ermordeten Rapper Tupac Shakur auf der Straße angesprochen worden sein. Nachdem bereits im Jahre 2009 Gerüchte verbreitet wurden, dass ein Film über die Gangster-Rap-Gruppe N.W.A und deren Mitglieder geplant sei, begannen etwa Mitte des Jahres 2010 die ersten Castings für den Film. Das Casting erstreckte sich über mehrere Jahre, wobei im Laufe dieser, als er gehört hatte, dass man jemanden für die Darstellung des Tupac Shakur suche, Rose einen Headshot von sich an die Agentur schickte.
Zuvor hätte er bereits in der gleichen Rolle unter Regisseur John Singleton in dessen nicht fertiggestellten Filmbiografie über Tupac mitwirken sollen. Jedoch kam es in weiterer Folge zu einem Zerwürfnis mit der Produktionsfirma, da Tupacs Mutter Afeni Shakur (1947–2016) sich über Rechtsverletzungen beklagte. In weiterer Folge wurde Rose noch im selben Jahr für die nunmehr von Regisseur F. Gary Gray gedrehte Filmbiografie mit dem Titel Straight Outta Compton als Tupac Shakur gecastet. Für die Dreharbeiten zog Rose nach Los Angeles, wo der Film auch am 11. August 2015 im Microsoft Theater seine Premiere feierte. Gegen Ende des Jahres wurden wieder Gerüchte über eine Fortführung der Arbeiten an der Tupac-Biografie laut; wobei schlussendlich die Entscheidung nicht mehr auf Rose, sondern auf den ebenfalls noch weitgehend unbekannten Demetrius Shipp Jr. für die Rolle des populären Rappers fiel. Der Film mit dem Titel All Eyez on Me wurde später von Regisseur Benny Boom fertiggestellt und kam im Juni 2017 in die US-Kinos.
Für die Rolle des Tupac Shakur wurde Rose allerdings für die True-Crime-Anthologie-Serie Unsolved gecastet und war in weiterer Folge in allen zehn Episoden der auf USA Network ausgestrahlten Fernsehserie zu sehen. In der deutschsprachigen Synchronfassung der Serie wurde ihm von Nico Sablik die Stimme geliehen.

## Filmografie (Auswahl)
- 2015: Straight Outta Compton
- 2018: Unsolved (Fernsehserie; 10 Episoden)